# Kalkwerk Miltitz

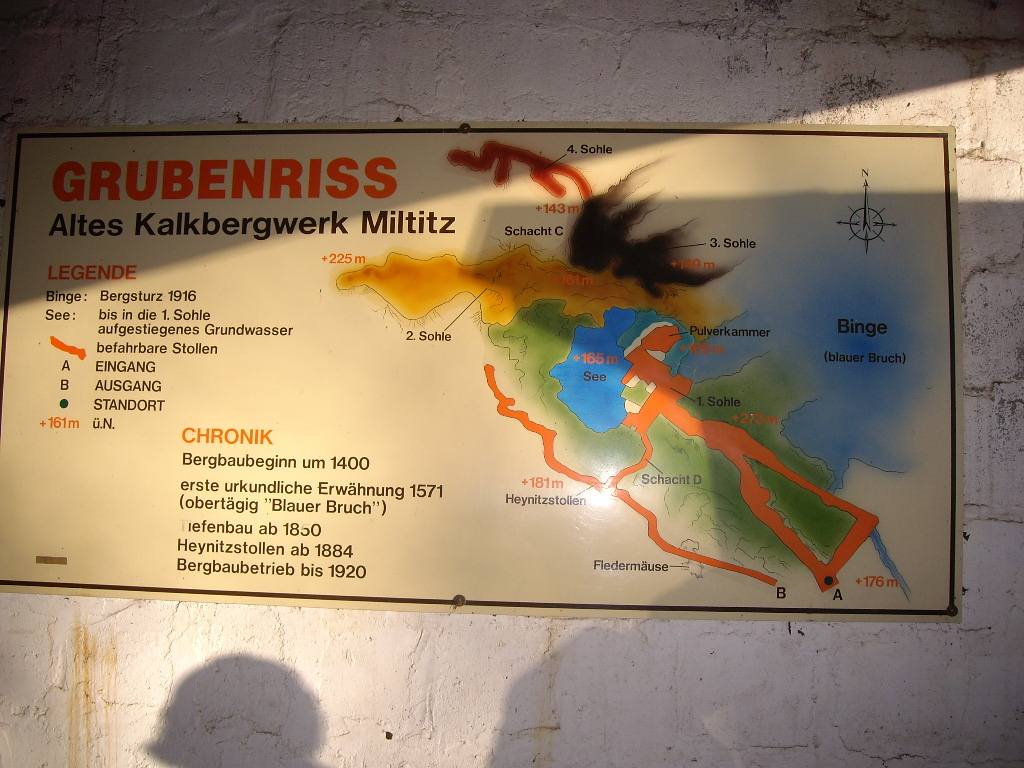
Schild am Eingang des Kalkbergwerkes

Das Kalkwerk Miltitz ist ein heute als Besucherbergwerk genutztes, stillgelegtes Kalk-Bergwerk bei Miltitz, Gemeinde Klipphausen, in Sachsen.

## Geologie
Das Gebiet von Miltitz gehört geologisch zum Wilsdruff-Nossener Schiefergebirge, bestehend aus verschiedenen Tonschiefern mit eingelagerten Kalklinsen. Im Karbon drang von unten glutflüssiges Magma in den Schieferkörper ein und wandelte die Gesteine durch Hitze und Druck um. Bei Miltitz wurden die eingelagerten Kalklinsen in kristallinen Kalkstein, Marmor, umgewandelt.

## Geschichte

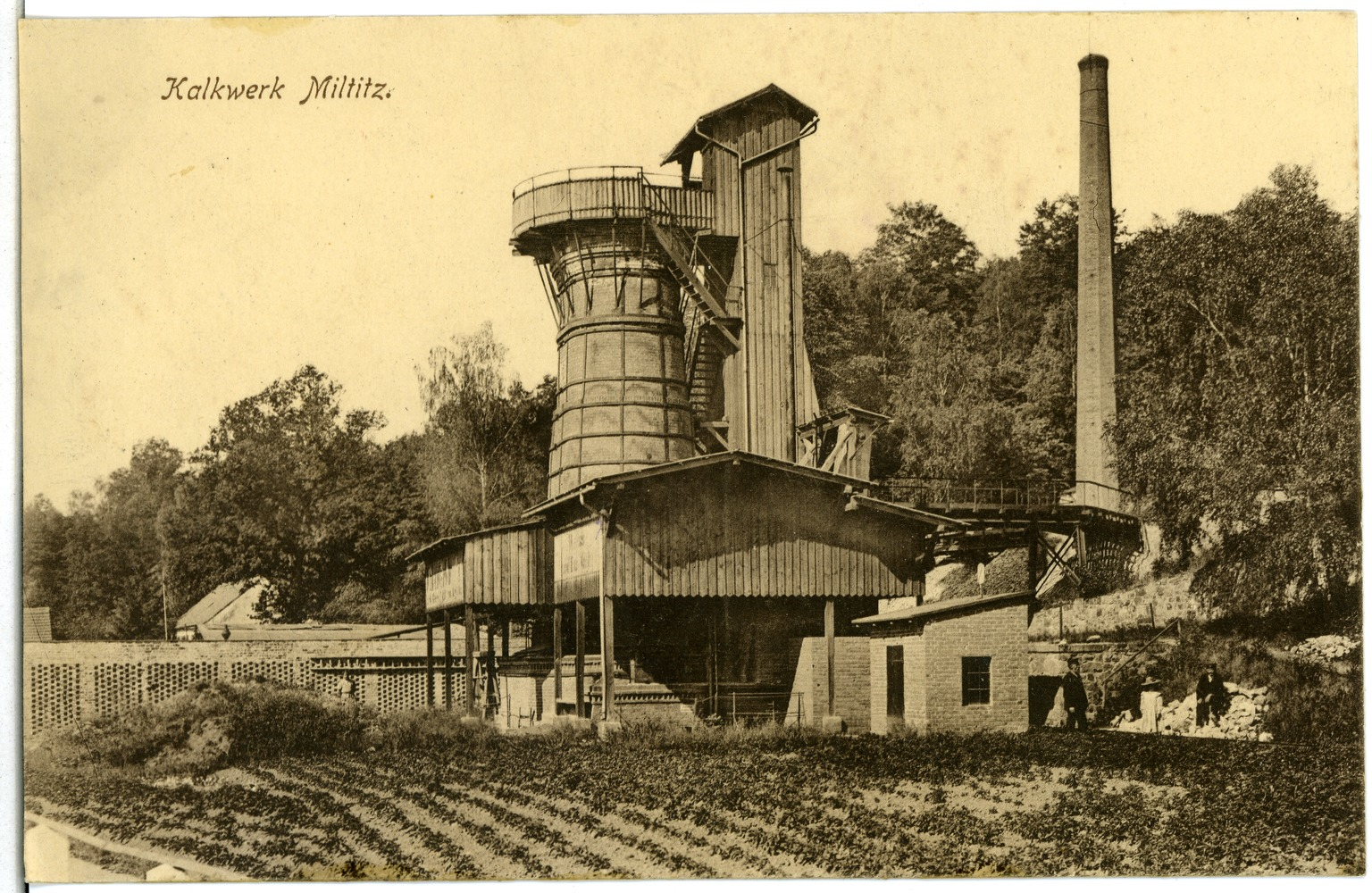
Historische Aufnahme des Kalkwerks Miltitz (1903)

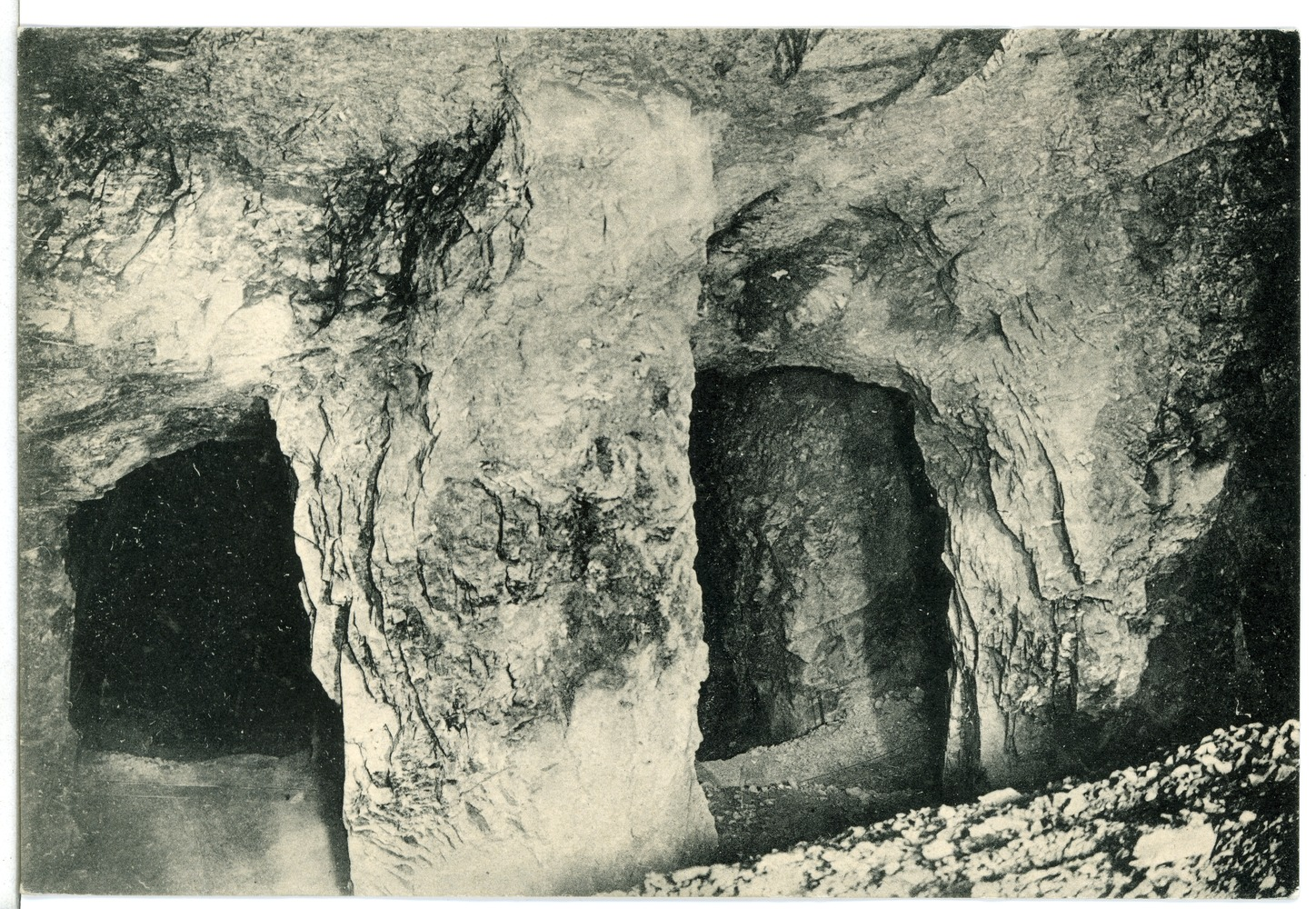
Historische Aufnahme der untertägigen Abbaubereiche im Kalkwerk (1910)

Wahrscheinlich schon vor 1400 wurde in Miltitz Kalkstein für Bau- und Düngezwecke abgebaut. 1571 wurde das Bergwerk erstmals urkundlich erwähnt. Anfangs geschah die Förderung nur oberirdisch im Blauen Bruch, mit Beginn des 19. Jahrhunderts begann auch der Abbau im Tiefbau. In den folgenden Jahrzehnten dehnte sich der Abbau des Kalksteins über 4 Sohlen bis in eine Tiefe von 60 Metern aus. In jener Zeit entstanden auch die eindrucksvollen Weitungsbaue.
Ab 1865 wurde mit einem Seitenstollen, dem Adolf-von-Heynitz-Stolln eine an die Kalklinse angrenzende Silbererzlagerstätte aufgefahren. Wegen geringer Ausbeute wurde der Stollen schon 1885 wieder aufgegeben.
Kurz vor dem Ersten Weltkrieg waren die abbauwürdigen Vorräte weitgehend erschöpft. Während des Ersten Weltkrieges brach ein Teil der Grube von der Erdoberfläche bis zur vierten Sohle zusammen, wobei vier Todesopfer zu beklagen waren. Nach dem Ersten Weltkrieg wurde der Abbau des Kalksteins noch einmal kurz aufgenommen. Im Oktober 1924 ist die Förderung im Alten Kalkbergwerk endgültig eingestellt worden und die Grube lief mit Grundwasser voll.
Zur gleichen Zeit begann der Abbau in einer benachbarten Lagerstätte im Neuen Kalkbergwerk, welche bis 1962 in Betrieb war.
Während des Zweiten Weltkrieges, in den Jahren 1944 und 1945 diente die Alte Grube als Verlagerungsobjekt für eine Benzinfabrik unter den Decknamen Molch III und IV. Unter unmenschlichen Bedingungen wurden die nötigen Destillationsanlagen von KZ-Häftlingen aufgebaut. Zu einem Produktionsbeginn kam es jedoch offenbar vor Kriegsende nicht mehr. 17 zu Tode getriebene Häftlinge sind heute auf dem Friedhof von Miltitz bestattet.
In den 1960er Jahren wurden umfangreiche Sicherungsarbeiten an den alten Abbaufeldern durchgeführt. Vor allem im Bereich der Bahnlinie wurden sämtliche Hohlräume mit Kies verpresst.

## Besucherbergwerk
Im Juli 2000 eröffnete die damalige Gemeinde Triebischtal im Alten Kalkbergwerk ein Besucherbergwerk, in dem man mit entsprechender Qualifikation auch eigenständig Tauchen kann.